# Winter-Asienspiele 2025/Teilnehmer (Mongolei)
| Gelbes Symbol für Goldmedaillen mit stilisierten Olympischen Ringen | Graues Symbol für Silbermedaillen mit stilisierten Olympischen Ringen | Braundes Symbol für Bronzemedaillen mit stilisierten Olympischen Ringen |
| ------------------------------------------------------------------- | --------------------------------------------------------------------- | ----------------------------------------------------------------------- |
| —                                                                   | —                                                                     | —                                                                       |

Die Mongolei nimmt an den Winter-Asienspiele 2025 in Harbin teil.

## Teilnehmer nach Sportarten

### Biathlon
| Athleten                                                                             | Wettbewerbe        | Zeit | Fehler | Rang |
| ------------------------------------------------------------------------------------ | ------------------ | ---- | ------ | ---- |
| Frauen                                                                               |                    |      |        |      |
| Enkhchimeg Davaadulam                                                                | 7,5 km Sprint      |      |        |      |
| Erdenetungalag Kash-Erdene                                                           | 7,5 km Sprint      |      |        |      |
| Sumiya Khurlee                                                                       | 7,5 km Sprint      |      |        |      |
| Doljinsuren Munkhbat                                                                 | 7,5 km Sprint      |      |        |      |
| Enkhchimeg Davaadulam Erdenetungalag Kash-Erdene Sumiya Khurlee Doljinsuren Munkhbat | 4 × 6 km Staffel   |      |        |      |
| Männer                                                                               |                    |      |        |      |
| Ankhbold Boldbaatar                                                                  | 10 km Sprint       |      |        |      |
| Enkhsaikhan Enkhbat                                                                  | 10 km Sprint       |      |        |      |
| Gantulga Jargal                                                                      | 10 km Sprint       |      |        |      |
| Gantulga Otgondavaa                                                                  | 10 km Sprint       |      |        |      |
| Ankhbold Boldbaatar Enkhsaikhan Enkhbat Gantulga Jargal Gantulga Otgondavaa          | 4 × 7,5 km Staffel |      |        |      |

### Curling
| Wettbewerb             | Mixed-Doppel                                                                     |
| ---------------------- | -------------------------------------------------------------------------------- |
| Athleten               | Bayar Bulgankhuu Enkhzaya Ganbat                                                 |
| Gruppenphase           | Japan (0:19) Hongkong (2:9) Chinesisch Taipeh (4:8) Thailand (5:10) Kuwait (5:6) |
| Qualifikationsrunde    | ausgeschieden                                                                    |
| Halbfinale             | ausgeschieden                                                                    |
| Finale/Spiel um Bronze | ausgeschieden                                                                    |
| Rang                   | 12                                                                               |

### Eiskunstlauf
| Athleten             | Wettbewerbe | Kurzprogramm/ Rhythmustanz | Kurzprogramm/ Rhythmustanz | Kür    | Kür  | Gesamt | Gesamt |
| Athleten             | Wettbewerbe | Punkte                     | Rang                       | Punkte | Rang | Punkte | Rang   |
| -------------------- | ----------- | -------------------------- | -------------------------- | ------ | ---- | ------ | ------ |
| Frauen               |             |                            |                            |        |      |        |        |
| Maral-Erdene Gansukh | Einzel      |                            |                            |        |      |        |        |
| Misheel Otgonbaatar  | Einzel      |                            |                            |        |      |        |        |

### Eisschnelllauf
| Athleten               | Wettbewerb | Zeit | Rang |
| ---------------------- | ---------- | ---- | ---- |
| Männer                 |            |      |      |
| Tuguldur Bekhbat       |            |      |      |
|                        |            |      |      |
| Suvd-Erdene Maitsetseg |            |      |      |
|                        |            |      |      |

### Shorttrack
| Athleten                 | Wettbewerb | Vorläufe     | Vorläufe | Viertelfinale | Viertelfinale | Halbfinale    | Halbfinale    | Finale A/B    | Finale A/B    | Rang          |
| Athleten                 | Wettbewerb | Zeit         | Rang     | Zeit          | Rang          | Zeit          | Rang          | Zeit          | Rang          | Rang          |
| ------------------------ | ---------- | ------------ | -------- | ------------- | ------------- | ------------- | ------------- | ------------- | ------------- | ------------- |
| Frauen                   |            |              |          |               |               |               |               |               |               |               |
| Gereltuya Battulga       | 500 m      | 48,136 s     | 4        | ausgeschieden | ausgeschieden | ausgeschieden | ausgeschieden | ausgeschieden | ausgeschieden | ausgeschieden |
| Gereltuya Battulga       | 1000 m     | 1:41,324 min | 3        | 1:40,249 min  | 4             | ausgeschieden | ausgeschieden | ausgeschieden | ausgeschieden | ausgeschieden |
| Gereltuya Battulga       | 1500 m     | 2:38,674 min | 3        | 2:58,964 min  | 6             | ausgeschieden | ausgeschieden | ausgeschieden | ausgeschieden | ausgeschieden |
| Männer                   |            |              |          |               |               |               |               |               |               |               |
| Munkh-Erdene Erdenebileg | 500 m      | 44,610 s     | 3        | ausgeschieden | ausgeschieden | ausgeschieden | ausgeschieden | ausgeschieden | ausgeschieden | ausgeschieden |
| Munkh-Erdene Erdenebileg | 1000 m     | 1:50,694 min | 5        | ausgeschieden | ausgeschieden | ausgeschieden | ausgeschieden | ausgeschieden | ausgeschieden | ausgeschieden |
| Munkh-Erdene Garmaa      | 500 m      | 44,829 s     | 4        | ausgeschieden | ausgeschieden | ausgeschieden | ausgeschieden | ausgeschieden | ausgeschieden | ausgeschieden |
| Munkh-Erdene Garmaa      | 1000 m     | 1:34,339 min | 5        | ausgeschieden | ausgeschieden | ausgeschieden | ausgeschieden | ausgeschieden | ausgeschieden | ausgeschieden |
| Borkhuu Munkhbayar       | 500 m      | 59,092 s     | 5        | ausgeschieden | ausgeschieden | ausgeschieden | ausgeschieden | ausgeschieden | ausgeschieden | ausgeschieden |
| Borkhuu Munkhbayar       | 1000 m     | 1:41,762 min | 5        | ausgeschieden | ausgeschieden | ausgeschieden | ausgeschieden | ausgeschieden | ausgeschieden | ausgeschieden |

### Ski Alpin
| Athleten                  | Wettbewerbe | 1. Lauf     | 1. Lauf | 2. Lauf     | 2. Lauf | Gesamt      | Gesamt |
| Athleten                  | Wettbewerbe | Zeit        | Rang    | Zeit        | Rang    | Zeit        | Rang   |
| ------------------------- | ----------- | ----------- | ------- | ----------- | ------- | ----------- | ------ |
| Frauen                    |             |             |         |             |         |             |        |
| Sondorbayar Altanzul      | Slalom      | 1:12,14 min | 36      | 1:07,83 min | 27      | 2:19,97 min | 27     |
| Itgel Amartuvshin         | Slalom      | 1:12,73 min | 37      | 1:08,18 min | 28      | 2:20,91 min | 31     |
| Khaliun Khuderchuluun     | Slalom      | 1:15,93 min | 39      | 1:11,42 min | 33      | 2:27,35 min | 33     |
| Injin Munkhbayar          | Slalom      | 1:11,26 min | 32      | 1:09,18 min | 30      | 2:20,44 min | 29     |
| Männer                    |             |             |         |             |         |             |        |
| Airunbat Altanzul         | Slalom      | 56,89 s     | 29      | 55,94 s     | 25      | 1:52,92 min | 23     |
| Temuulen Erdenechuluun    | Slalom      | 57,37 s     | 31      | 58,17 s     | 29      | 1:55,54 min | 28     |
| Ushukh-Ireedui Otgonbayar | Slalom      | DSQ         | DSQ     | DSQ         | DSQ     | DSQ         | DSQ    |
| Temuulen Tsogjavkhlan     | Slalom      | DNF         | DNF     | DNF         | DNF     | DNF         | DNF    |

### Skilanglauf
| Athleten                | Wettbewerbe | Zeit | Rang |
| ----------------------- | ----------- | ---- | ---- |
| Frauen                  |             |      |      |
| Enkhtuul Ariunsanaa     |             |      |      |
| Nomin-Erdene Barsnyam   |             |      |      |
| Ariuntungalag Enkhbayar |             |      |      |
| Nandintsetseg Naranbat  |             |      |      |
| Ariunbold Tumur         |             |      |      |
| Männer                  |             |      |      |
| Khuslen Ariunjargal     |             |      |      |
| Achbadrakh Batmunkh     |             |      |      |
| Munkhgerel Dashdondog   |             |      |      |
| Zolbayar Otgonlkhagva   |             |      |      |
| Zolbayar Tserendendev   |             |      |      |

| Athleten                | Wettbewerbe      | Qualifikation | Qualifikation | Viertelfinale | Viertelfinale | Halbfinale    | Halbfinale    | Finale        | Finale        | Rang |
| Athleten                | Wettbewerbe      | Zeit          | Rang          | Zeit          | Rang          | Zeit          | Rang          | Zeit          | Rang          | Rang |
| ----------------------- | ---------------- | ------------- | ------------- | ------------- | ------------- | ------------- | ------------- | ------------- | ------------- | ---- |
| Frauen                  |                  |               |               |               |               |               |               |               |               |      |
| Nomin-Erdene Barsnyam   | Sprint klassisch | 4:05,33 min   | 15            | 4:03,38 min   | 4             | ausgeschieden | ausgeschieden | ausgeschieden | ausgeschieden | 15   |
| Ariuntungalag Enkhbayar | Sprint klassisch | 3:48,76 min   | 8             | 3:49,71 min   | 2             | 3:49,27 min   | 5             | ausgeschieden | ausgeschieden | 9    |
| Nandintsetseg Naranbat  | Sprint klassisch | 4:33,13 min   | 19            | 4:21,04 min   | 4             | ausgeschieden | ausgeschieden | ausgeschieden | ausgeschieden | 18   |
| Ariunbold Tumur         | Sprint klassisch | 4:04,82 min   | 14            | 3:50,85 min   | 3             | 4:11,70 min   | 6             | ausgeschieden | ausgeschieden | 11   |
| Männer                  |                  |               |               |               |               |               |               |               |               |      |
| Khuslen Ariunjargal     | Sprint klassisch | 3:32,50 min   | 21            | 3:26,93 min   | 5             | ausgeschieden | ausgeschieden | ausgeschieden | ausgeschieden | 20   |
| Achbadrakh Batmunkh     | Sprint klassisch | 3:14,53 min   | 14            | 3:09,28 min   | 4             | ausgeschieden | ausgeschieden | ausgeschieden | ausgeschieden | 15   |
| Munkhgerel Dashdondog   | Sprint klassisch | 3:53,93 min   | 28            | 3:58,99 min   | 6             | ausgeschieden | ausgeschieden | ausgeschieden | ausgeschieden | 27   |
| Zolbayar Otgonlkhagva   | Sprint klassisch | 3:21,43 min   | 19            | 3:14,65 min   | 4             | ausgeschieden | ausgeschieden | ausgeschieden | ausgeschieden | 18   |